# Strepsirrhini
Strepsirrhini (često nazivani i: mokronosci ili vlažnonosci) su podred primata. Ranije su se ove životinje nazivale polumajmunima u koje su se tada ubrajali i avetnjaci. To je danas zastarjeli naziv koji se više ne koristi.

## Općenito
Ovaj podred se nizom osobina razlikuje od drugog podreda, Haplorrhini. Jedna od razlika je veliki broj žlijezda u nosu, koje svojom vlažnošću čine vršak nosa ovih majmuna vlažnim kao što je mačji, što se ogleda u značajno bolje razvijenom osjetilu mirisa od tog osjetila kod podreda Haplorrhini. Sljedeća je razlika nasuprotnost palca, koja je kod mokronosaca vrlo ograničena, za razliku od ovog drugog podreda. Sljedeća je razlika u kandžici koju mokronosci imaju na drugom prstu prednjih ekstremiteta kao i još neke anatomske razlike. Osim toga, kod mokronosaca su česta koćenja više mladunaca odjednom, dok se kod Haplorrhinija gotovo u pravilu rađa samo jedno mladunče.

## Rasprostranjenost
Od sedam porodica koliko broji ova podgrupa, pet ih živi na otoku Madagaskar. Druge dvije porodice žice u Africi i Južnoj i Jugoistočnoj Aziji.

## Sistematika
Ovaj se podred dijeli na dva dijela.
- One koje žive na Madagaskaru se svrstavaju u grupu koju se naziva Lemuriformes a obugvaća pet živućih porodica, te još tri koje su izumrle u zadnjih 2000 godina. To su:

- - Lemuridae, lemuri
  - Cheirogaleidae, patuljasti lemuri
  - Lepilemuridae, lepilemuri
  - Indriidae, vunasti lemuri
  - Daubentoniidae, aye-aye
  - Megaladapidae †
  - Archaeolemuridae †
  - Palaeopropithecidae †

- Dvije porodice koje žive u Africi i Aziji store drugu grupu u ovom podredu, Lorisiformes

- - Loridae, lorisi
  - Galagonidae, galagiji